# 옥림항
옥림항은 경상남도 거제시 일운면 옥림리, 거제도 섬에 있는 어항이다. 2003년 2월 3일 어촌정주어항으로 지정하여 관리하고 있다. 시설관리자는 거제시장이다.

## 어항 연혁
- 영조 45년(1769년) 방리(坊里) 개편으로 주림포방(舟林浦坊)이라 하였는데 이는 배숲개라는 뜻이고 고종 26년(1889년) 주림리(舟林里)라 하였으나 고종 32년(1895년) 칙령 제98호로 옥림리(玉林里)라 개칭하였는데 이는 옥녀봉(玉女峯) 밑 송림(松林)이 울창하다는 뜻이며 1915년 6월 1일 도령 제20호(道令 第20號)로 법정리가 되었으며 1942년 5월 1일 부락구제(部落區制)로 '상촌'과 '하촌'의 2구(區)를 두어 1961년 10월 1일 군 조례 제4호(郡條例 第4號)로 행정리가 되었다.

## 어항 구역
- 수역: 미지정(경상남도 거제시 일운면 옥림리 587-7번지 수역)
- 육역: 미지정

## 어항 시설
- 물양장, 선착장

## 주요 어종
- 숭어, 노래미, 우럭, 광어, 멍게 등